# Amt Kappeln-Land
Het Amt Kappeln-Land is een Amt in de Duitse deelstaat Sleeswijk-Holstein. Het Amt ligt in de streek Angeln in de Landkreis Schleswig-Flensburg. Het bestuur wordt middels een Verwaltungsgemeinschaft uitgevoerd door de stad Kappeln.

## Deelnemende gemeenten
- Arnis, Stad
- Grödersby
- Oersberg
- Rabenkirchen-Faulück